# Myra kunstisbane
De Myra Kunstisbane is een ijsbaan in Arendal in de provincie Agder in het zuiden van Noorwegen. De openlucht-kunstijsbaan is geopend in 2004 en ligt op 71 meter boven zeeniveau. De belangrijkste wedstrijden die er ooit zijn gehouden zijn het Noorse allround kampioenschap van 2006 en 2015 en het Noors kampioenschap sprint van 2011. De ijsbaan wordt tevens gebruikt als bandybaan.

## Nationale kampioenschappen
- 2006 - NK allround mannen/vrouwen
- 2011 - NK sprint mannen/vrouwen
- 2015 - NK allround mannen/vrouwen
- 2019 - NK allround mannen/vrouwen

## Arendal Skøiteklub
De vereniging Arendal Skøiteklub maakt gebruik van de Myra Kunstisbane. De volgende bekende schaatsers zijn (ex-)lid van Arendal Skøiteklub:
- Annette Bjelkevik
- Hedvig Bjelkevik
- Silje Bjelkevik
- Øystein Grødum
- Wiggo Hanssen
- Maren Jørgensen
- Magnus Myhren Kristensen
- Siri Moseng Reiersen
- Simen Spieler Nilsen
- Thomas Søfteland
- Marie Tveiten
- Tarjei Tverråen